# Einar Torsslow
Mats Einar Torsslow, född 17 december 1867 i Stockholm, död 16 mars 1932 i Stockholm, var en svensk tecknare.
Han var son till lektorn Mathias Ulrik Torsslow och Mathilda Sophia Embring samt sonson till Ulrik Torsslow och brorson till Harald Torsslow. Han studerade vid Stockholms Atheneum och efter avslutad skolgång bestämde han sig för att bli konstnär. Han fortsatte därför sina studier vid Konstakademien i Stockholm 1886–1891. Efter studierna var han huvudsakligen verksam som tecknare och medverkade med teckningar i olika tidskrifter. Som illustratör illustrerade han bland annat Gustaf Schröders Pavo Makkran 1896 och Pelle Ödmans Svenska minnen och bilder 1899–1900. Torsslow är representerad vid bland annat Kungliga biblioteket i Stockholm.